# Gvozdenović (gmina Ub)
Gvozdenović (cyr. Гвозденовић) – wieś w Serbii, w okręgu kolubarskim, w gminie Ub. W 2011 roku liczyła 405 mieszkańców.